# Mistrzostwa Świata w Hokeju na Lodzie Kobiet 2017/I Dywizja
Mistrzostwa Świata w Hokeju na Lodzie I dywizji kobiet 2017 zostaną rozegrane w dniach 15-21 kwietnia (Grupa A) i 8-14 kwietnia (Grupa B).
W mistrzostwach Dywizji I uczestniczyć będzie 12 zespołów, które zostały podzielone na dwie grupy po 6 zespołów. Zgodnie z formatem zawody Dywizji I odbędą się w dwóch grupach: Grupa A w Austrii (Graz), zaś grupa B w Polsce (Katowice). Reprezentacje rywalizowały systemem każdy z każdym.
Hale, w których odbędą się zawody:
- Eisstadion Liebenau w Grazu – Dywizja IA;
- Jantor w Katowicach – Dywizja IB

## Grupa A
| 15 kwietnia 2017 | Dania | 1:0 | Francja | Eisstadion Liebenau, Graz |

| Szczegóły      | Szczegóły          | Szczegóły       | Szczegóły    | Szczegóły                              |
| -------------- | ------------------ | --------------- | ------------ | -------------------------------------- |
| Godzina: 13:00 | M. Brix (SH) 19:58 | (1:0, 0:0, 0:0) |              | Widzów: 52 Sędzia główny: Tijana Haack |
| Godzina: 13:00 | 14 min. kar        |                 | 10 min. kkar | Widzów: 52 Sędzia główny: Tijana Haack |

| 15 kwietnia 2017 | Węgry | 0:1 | Japonia | Eisstadion Liebenau, Graz |

| Szczegóły      | Szczegóły  | Szczegóły       | Szczegóły          | Szczegóły                                 |
| -------------- | ---------- | --------------- | ------------------ | ----------------------------------------- |
| Godzina: 16:30 |            | (0:1, 0:0, 0:0) | 06:51 (PP) A. Toko | Widzów: 228 Sędzia główny: Maija Kontturi |
| Godzina: 16:30 | 8 min. kar |                 | 2 min. kar         | Widzów: 228 Sędzia główny: Maija Kontturi |

| 15 kwietnia 2017 | Norwegia | 4:6 | Austria | Eisstadion Liebenau, Graz |

| Szczegóły      | Szczegóły | Szczegóły       | Szczegóły | Szczegóły                                    |
| -------------- | --- | --------------- | --- | -------------------------------------------- |
| Godzina: 20:00 | A. Schjelderup Dalen (EQ) 06:21 M. Haug Hansen (PP) 18:33 M. Sirum (EQ) 46:12 A. Schjelderup Dalen (EQ) 58:42 | (2:2, 0:2, 2:2) | 01:12 (PP) C. Wittich 04:49 (EQ) M. Vlcek 28:40 (EQ) D. Altmann 38:27 (EQ) D. Altmann 40:57 (PP) C. Wittich 48:53 (PP) E. Beiter Schwarzler | Widzów: 669 Sędzia główny: Kristine Morrison |
| Godzina: 20:00 | 14 min. kar                                                                                                   |                 | 10 min. kar | Widzów: 669 Sędzia główny: Kristine Morrison |

| 16 kwietnia 2017 | Japonia | 3:0 | Dania | Eisstadion Liebenau, Graz |

| Szczegóły      | Szczegóły                                                      | Szczegóły       | Szczegóły  | Szczegóły                                   |
| -------------- | -------------------------------------------------------------- | --------------- | ---------- | ------------------------------------------- |
| Godzina: 13:00 | C. Osawa (EQ) 09:23 R. Ukita (EQ) 33:40 A. Nakamura (EQ) 41:56 | (1:0, 1:0, 1:0) |            | Widzów: 72 Sędzia główny: Kristine Morrison |
| Godzina: 13:00 | 2 min. kar                                                     |                 | 8 min. kar | Widzów: 72 Sędzia główny: Kristine Morrison |

| 16 kwietnia 2017 | Francja | 0:3 | Norwegia | Eisstadion Liebenau, Graz |

| Szczegóły      | Szczegóły  | Szczegóły       | Szczegóły                                                               | Szczegóły                                 |
| -------------- | ---------- | --------------- | ----------------------------------------------------------------------- | ----------------------------------------- |
| Godzina: 16:30 |            | (0:1, 0:1, 0:1) | 01:12 (EQ) M. Haug Hansen 33:46 (EQ) A. Furulund 47:57 (EQ) L. Tendenes | Widzów: 107 Sędzia główny: Maija Kontturi |
| Godzina: 16:30 | 2 min. kar |                 | 6 min. kar                                                              | Widzów: 107 Sędzia główny: Maija Kontturi |

| 16 kwietnia 2017 | Austria | 4:2 | Węgry | Eisstadion Liebenau, Graz |

| Szczegóły      | Szczegóły                                                                                | Szczegóły       | Szczegóły                                    | Szczegóły                               |
| -------------- | ---------------------------------------------------------------------------------------- | --------------- | -------------------------------------------- | --------------------------------------- |
| Godzina: 20:00 | A. Hanser (EQ) 11:14 T. Schafzahl (PP) 22:40 D. Altmann (PP) 36:18 D. Altmann (EQ) 46:09 | (1:1, 2:1, 1:0) | 03:11 (EQ) F. Gasparics 31:14 (PP) R. Dabasi | Widzów: 618 Sędzia główny: Debby Hengst |
| Godzina: 20:00 | 12 min. kar                                                                              |                 | 22 min. kar                                  | Widzów: 618 Sędzia główny: Debby Hengst |

| 18 kwietnia 2017 | Japonia | 5:3 | Norwegia | Eisstadion Liebenau, Graz |

| Szczegóły      | Szczegóły | Szczegóły       | Szczegóły                                                                | Szczegóły                              |
| -------------- | --- | --------------- | ------------------------------------------------------------------------ | -------------------------------------- |
| Godzina: 13:00 | C. Osawa (SH) 09:07 A. Hosoyamada (PP) 19:21 A. Hosoyamada (PP) 34:38 M. Shishiuchi (PP) 38:31 A. Hosoyamada (SH, EN) 59:06 | (2:2, 2:0, 1:1) | 03:13 (EQ) M. Haug Hansen 08:51 (EQ) L. Bialik 41:56 (PP) M. Haug Hansen | Widzów: 87 Sędzia główny: Debby Hengst |
| Godzina: 13:00 | 12 min. kar |                 | 14 min. kar                                                              | Widzów: 87 Sędzia główny: Debby Hengst |

| 18 kwietnia 2017 | Węgry | 2:0 | Dania | Eisstadion Liebenau, Graz |

| Szczegóły      | Szczegóły                                            | Szczegóły       | Szczegóły   | Szczegóły                               |
| -------------- | ---------------------------------------------------- | --------------- | ----------- | --------------------------------------- |
| Godzina: 16:30 | K. Jókai Szilágyi (EQ) 07:52 F. Gasparics (PS) 59:05 | (1:0, 0:0, 1:0) |             | Widzów: 132 Sędzia główny: Tijana Haack |
| Godzina: 16:30 | 6 min. kar                                           |                 | 18 min. kar | Widzów: 132 Sędzia główny: Tijana Haack |

| 18 kwietnia 2017 | Francja | 1:3 | Austria | Eisstadion Liebenau, Graz |

| Szczegóły      | Szczegóły              | Szczegóły       | Szczegóły                                                       | Szczegóły                                    |
| -------------- | ---------------------- | --------------- | --------------------------------------------------------------- | -------------------------------------------- |
| Godzina: 20:00 | L. Escudero (EQ) 35:33 | (0:0, 1:2, 0:1) | 26:44 (EQ) D. Altmann 39:14 (EQ) J. Weber 44:21 (EQ) A. Meixner | Widzów: 603 Sędzia główny: Kristine Morrison |
| Godzina: 20:00 | 4 min. kar             |                 | 6 min. kar                                                      | Widzów: 603 Sędzia główny: Kristine Morrison |

| 20 kwietnia 2017 | Francja | 0:1 | Węgry | Eisstadion Liebenau, Graz |

| Szczegóły      | Szczegóły  | Szczegóły       | Szczegóły            | Szczegóły                                |
| -------------- | ---------- | --------------- | -------------------- | ---------------------------------------- |
| Godzina: 13:00 |            | (0:0, 0:1, 0;0) | 23:02 (PP) A. Huszák | Widzów: 84 Sędzia główny: Maija Kontturi |
| Godzina: 13:00 | 8 min. kar |                 | 4 min. kar           | Widzów: 84 Sędzia główny: Maija Kontturi |

| 20 kwietnia 2017 | Dania | 3:1 | Norwegia | Eisstadion Liebenau, Graz |

| Szczegóły      | Szczegóły                                                            | Szczegóły       | Szczegóły            | Szczegóły                               |
| -------------- | -------------------------------------------------------------------- | --------------- | -------------------- | --------------------------------------- |
| Godzina: 16:30 | A. Andersen (EQ) 09:41 M. Brix (PP) 17:32 L. Friis-Hansen (EQ) 42:32 | (2:1, 0:0, 1:0) | 14:22 (EQ) V. Lovdal | Widzów: 127 Sędzia główny: Tijana Haack |
| Godzina: 16:30 | 4 min. kar                                                           |                 | 10 min. kar          | Widzów: 127 Sędzia główny: Tijana Haack |

| 20 kwietnia 2017 | Austria | 1:4 | Japonia | Eisstadion Liebenau, Graz |

| Szczegóły      | Szczegóły            | Szczegóły       | Szczegóły                                                                      | Szczegóły                                 |
| -------------- | -------------------- | --------------- | ------------------------------------------------------------------------------ | ----------------------------------------- |
| Godzina: 20:00 | E. Beiter (PP) 35:32 | (0:2, 1:2, 0:0) | 11:36 (EQ) H. Kubo 16:22 (PP) H. Kubo 23:45 (EQ) M. Fujimoto 27:04 (EQ) Suzuki | Widzów: 1 138 Sędzia główny: Debby Hengst |
| Godzina: 20:00 | 4 min. kar           |                 | 8 min. kar                                                                     | Widzów: 1 138 Sędzia główny: Debby Hengst |

| 21 kwietnia 2017 | Norwegia | 6:0 | Węgry | Eisstadion Liebenau, Graz |

| Szczegóły      | Szczegóły | Szczegóły       | Szczegóły   | Szczegóły                               |
| -------------- | --- | --------------- | ----------- | --------------------------------------- |
| Godzina: 13:00 | I. Morset (EQ) 04:04 L. Bialik (EQ) 14:58 A. S. Dalen (EQ) 17:17 S. Holøs (PP) 40:24 M. Sirum (EQ) 41:20 A. S. Dalen (EQ) 52:01 | (3:0, 0:0, 3:0) |             | Widzów: 108 Sędzia główny: Debby Hengst |
| Godzina: 13:00 | 8 min. kar |                 | 18 min. kar | Widzów: 108 Sędzia główny: Debby Hengst |

| 21 kwietnia 2017 | Japonia | 4:0 | Francja | Eisstadion Liebenau, Graz |

| Szczegóły      | Szczegóły                                                                     | Szczegóły       | Szczegóły  | Szczegóły                              |
| -------------- | ----------------------------------------------------------------------------- | --------------- | ---------- | -------------------------------------- |
| Godzina: 16:30 | S. Ono (EQ) 02:45 Y. Enomoto (EQ) 05:41 H. Kubo (EQ) 12:07 H. Toko (EQ) 38:25 | (3:0, 1:0, 0:0) |            | Widzów: 87 Sędzia główny: Tijana Haack |
| Godzina: 16:30 | 8 min. kar                                                                    |                 | 2 min. kar | Widzów: 87 Sędzia główny: Tijana Haack |

| 21 kwietnia 2017 | Austria | 6:1 | Dania | Eisstadion Liebenau, Graz |

| Szczegóły      | Szczegóły | Szczegóły       | Szczegóły          | Szczegóły                                      |
| -------------- | --- | --------------- | ------------------ | ---------------------------------------------- |
| Godzina: 20:00 | D. Altmann (EQ) 32:32 Grascher (EQ) 33:01 A. Meixner (EQ) 34:25 T. Schafzahl (EQ) 36:58 A. Meixner (PP) 40:54 D. Altmann (PP) 50:03 | (0:1, 4:0, 2:0) | 02:14 (EQ) S. Glud | Widzów: 1 342 Sędzia główny: Kristine Morrison |
| Godzina: 20:00 | 6 min. kar |                 | 12 min. kar        | Widzów: 1 342 Sędzia główny: Kristine Morrison |

Tabela
| Lp. | Zespół   | M | Pkt | Z | Zd | Pd | P | G+ | G- | +/- |
| --- | -------- | - | --- | - | -- | -- | - | -- | -- | --- |
| 1   | Austria  | 5 | 15  | 5 | 0  | 0  | 0 | 17 | 4  | +13 |
| 2   | Japonia  | 5 | 12  | 4 | 0  | 0  | 1 | 20 | 12 | +8  |
| 3   | Norwegia | 5 | 6   | 2 | 0  | 0  | 3 | 17 | 14 | +3  |
| 4   | Dania    | 5 | 6   | 2 | 0  | 0  | 3 | 5  | 12 | -7  |
| 5   | Węgry    | 5 | 6   | 2 | 0  | 0  | 3 | 5  | 11 | -6  |
| 6   | Francja  | 5 | 0   | 0 | 0  | 0  | 5 | 1  | 12 | -11 |

      = awans do elity       = utrzymanie w I dywizji grupy A       = spadek do I dywizji grupy B
Nagrody indywidualne
Dyrektoriat turnieju wybrał trójkę najlepszych zawodników, po jednym na każdej pozycji:
- Bramkarz:  Anikó Németh
- Obrońca:  Ayaka Toko
- Napastnik:  Denise Altmann

Szkoleniowcy reprezentacji wybierają najlepszych zawodników swoich zespołów:

## Grupa B
| 8 kwietnia 2017 | Włochy | 1:4 | Łotwa | Jantor, Katowice |

| Szczegóły      | Szczegóły          | Szczegóły       | Szczegóły                                                                                | Szczegóły                                  |
| -------------- | ------------------ | --------------- | ---------------------------------------------------------------------------------------- | ------------------------------------------ |
| Godzina: 13:00 | S. Gius (EQ) 32:42 | (0:2, 1:1, 0:1) | 00:33 (EQ) L. Miljone 15:02 (EQ) L. Miljone 37:07 (EQ) A. Lagzdina 59:59 (EN) L. Miljone | Widzów: 65 Sędzia główny: Ulrike Winklmayr |
| Godzina: 13:00 | 6 min. kar         |                 | 8 min. kar                                                                               | Widzów: 65 Sędzia główny: Ulrike Winklmayr |

| 8 kwietnia 2017 | Chiny | 2:0 | Kazachstan | Jantor, Katowice |

| Szczegóły      | Szczegóły                              | Szczegóły       | Szczegóły  | Szczegóły                                 |
| -------------- | -------------------------------------- | --------------- | ---------- | ----------------------------------------- |
| Godzina: 16:30 | Zhang M. (SH) 02:15 Fang X. (PP) 59:57 | (1:0, 0:0, 1:0) |            | Widzów: 85 Sędzia główny: Ainslie Gardner |
| Godzina: 16:30 | 8 min. kar                             |                 | 6 min. kar | Widzów: 85 Sędzia główny: Ainslie Gardner |

| 8 kwietnia 2017 | Polska | 2:7 | Słowacja | Jantor, Katowice |

| Szczegóły      | Szczegóły                                  | Szczegóły       | Szczegóły | Szczegóły                                |
| -------------- | ------------------------------------------ | --------------- | --- | ---------------------------------------- |
| Godzina: 20:00 | K. Chrapek (PP) 22:50 A. Sopata (EQ) 36:00 | (0:1, 2:4, 0:2) | 08:31 (EQ) K. Obercianová 20:40 (PP) N. Čupková 26:08 (EQ) A. Zálešaková 28:29(EQ) N. Čupková 38:16 (EQ) N. Rumanová 52:24 (EQ) N. Čupková 55:54 (PP) V. Ihnaťová | Widzów: 850 Sędzia główny: Maria Fuchsel |
| Godzina: 20:00 | 10 min. kar                                |                 | 10 min. kar | Widzów: 850 Sędzia główny: Maria Fuchsel |

| 9 kwietnia 2017 | Łotwa | 3:2 | Chiny | Jantor, Katowice |

| Szczegóły      | Szczegóły                                                             | Szczegóły       | Szczegóły                             | Szczegóły                                 |
| -------------- | --------------------------------------------------------------------- | --------------- | ------------------------------------- | ----------------------------------------- |
| Godzina: 13:00 | L. Miljone (EQ) 00:39 J. Mihejenko (EQ) 37:09 I. Pētersone (PP) 58:21 | (1:0, 1:2, 1:0) | 21:09 (EQ) Fang X. 30:06 (EQ) Tian N. | Widzów: 87 Sędzia główny: Meghan Mallette |
| Godzina: 13:00 | 10 min. kar                                                           |                 | 6 min. kar                            | Widzów: 87 Sędzia główny: Meghan Mallette |

| 9 kwietnia 2017 | Słowacja | 3:2 | Włochy | Jantor, Katowice |

| Szczegóły      | Szczegóły                                                                 | Szczegóły       | Szczegóły                                 | Szczegóły                                  |
| -------------- | ------------------------------------------------------------------------- | --------------- | ----------------------------------------- | ------------------------------------------ |
| Godzina: 16:30 | K. Obercianová (EQ) 01:08 B. Kežmarská (PP) 04:50 I. Klimešová (EQ) 06:09 | (3:1, 0:0, 0:1) | 10:25 (EQ) E. Dalprà 46:57 (PP) E. Dalprà | Widzów: 121 Sędzia główny: Ainslie Gardner |
| Godzina: 16:30 | 16 min. kar                                                               |                 | 12 min. kar                               | Widzów: 121 Sędzia główny: Ainslie Gardner |

| 9 kwietnia 2017 | Kazachstan | 3:4 pk. | Polska | Jantor, Katowice |

| Szczegóły      | Szczegóły                                                 | Szczegóły                 | Szczegóły                                                                                 | Szczegóły                                   |
| -------------- | --------------------------------------------------------- | ------------------------- | ----------------------------------------------------------------------------------------- | ------------------------------------------- |
| Godzina: 20:00 | T. Likhaus (PP) 06:01 A. Fux (EQ) 11:06 A. Fux (EQ) 46:32 | (2:1, 0:2, 1:0, 0:0, 0:1) | 11:44 (EQ) K. Wieczorek 24:39 (EQ) M. Czaplik 28:59 (EQ) M. Bigos 65:00 (SO) K. Wieczorek | Widzów: 851 Sędzia główny: Ulrike Winklmayr |
| Godzina: 20:00 | 8 min. kar                                                |                           | 14 min. kar                                                                               | Widzów: 851 Sędzia główny: Ulrike Winklmayr |

| 11 kwietnia 2017 | Słowacja | 2:1 | Chiny | Jantor, Katowice |

| Szczegóły      | Szczegóły                                   | Szczegóły       | Szczegóły           | Szczegóły                                |
| -------------- | ------------------------------------------- | --------------- | ------------------- | ---------------------------------------- |
| Godzina: 13:00 | N. Čupková (PP) 10:25 N. Čupková (EQ) 17:01 | (2:0, 0:0, 0:1) | 49:57 (PP) Zhang M. | Widzów: 134 Sędzia główny: Maria Fuchsel |
| Godzina: 13:00 | 6 min. kar                                  |                 | 4 min. kar          | Widzów: 134 Sędzia główny: Maria Fuchsel |

| 11 kwietnia 2017 | Łotwa | 1:2 | Kazachstan | Jantor, Katowice |

| Szczegóły      | Szczegóły               | Szczegóły       | Szczegóły                                          | Szczegóły                                 |
| -------------- | ----------------------- | --------------- | -------------------------------------------------- | ----------------------------------------- |
| Godzina: 16:30 | I. Pētersone (EQ) 24:49 | (0:0, 1:0, 0:2) | 50:38 (EQ) A. Szegebajewa 58:52 (PP) G. Nurgaliewa | Widzów: 50 Sędzia główny: Ainslie Gardner |
| Godzina: 16:30 | 10 min. kar             |                 | 14 min. kar                                        | Widzów: 50 Sędzia główny: Ainslie Gardner |

| 11 kwietnia 2017 | Polska | 1:3 | Włochy | Jantor, Katowice |

| Szczegóły      | Szczegóły                | Szczegóły       | Szczegóły                                                          | Szczegóły                                  |
| -------------- | ------------------------ | --------------- | ------------------------------------------------------------------ | ------------------------------------------ |
| Godzina: 20:00 | K. Frąckowiak (EQ) 46:06 | (0:2, 1:0, 0:1) | 14:26 (EQ) S. Gius 18:44 (EQ) E. Dalprà 31:02 (EQ) F. Mistrotofolo | Widzów: 680 Sędzia główny: Meghan Mallette |
| Godzina: 20:00 | 12 min. kar              |                 | 12 min. kar                                                        | Widzów: 680 Sędzia główny: Meghan Mallette |

| 12 kwietnia 2017 | Kazachstan | 4:2 | Słowacja | Jantor, Katowice |

| Szczegóły      | Szczegóły                                                                                           | Szczegóły       | Szczegóły                                    | Szczegóły                                 |
| -------------- | --------------------------------------------------------------------------------------------------- | --------------- | -------------------------------------------- | ----------------------------------------- |
| Godzina: 13:00 | G. Nurgaliewa (EQ) 14:01 B. Kartanbajewa (EQ) 48:28 Z. Tuchtiewa (EQ) 50:34 Z. Tuchtiewa (EQ) 57:07 | (1:0, 0:1, 3:1) | 26:01 (EQ) V. Ihnaťová 50:04 (EQ) R. Košecká | Widzów: 65 Sędzia główny: Meghan Mallette |
| Godzina: 13:00 | 6 min. kar                                                                                          |                 | 4 min. kar                                   | Widzów: 65 Sędzia główny: Meghan Mallette |

| 12 kwietnia 2017 | Włochy | 1:2 pk. | Chiny | Jantor, Katowice |

| Szczegóły      | Szczegóły             | Szczegóły                 | Szczegóły                         | Szczegóły                                  |
| -------------- | --------------------- | ------------------------- | --------------------------------- | ------------------------------------------ |
| Godzina: 16:30 | C. Furlani (PP) 50:01 | (0:0, 0:1, 1:0, 0:0, 0:1) | 26:40 (EQ) Lu S. 65:00 (SO) Yu B. | Widzów: 80 Sędzia główny: Ulrike Winklmayr |
| Godzina: 16:30 | 8 min. kar            |                           | 6 min. kar                        | Widzów: 80 Sędzia główny: Ulrike Winklmayr |

| 12 kwietnia 2017 | Łotwa | 5:4 | Polska | Jantor, Katowice |

| Szczegóły      | Szczegóły | Szczegóły       | Szczegóły                                                                                 | Szczegóły                    |
| -------------- | --- | --------------- | ----------------------------------------------------------------------------------------- | ---------------------------- |
| Godzina: 20:00 | L. Dekmeijere-Trigubova (EQ) 00:38 I. Pētersone (EQ) 10:22 J. Mihejenko (PP) 18:58 A. Kublina (PP) 31:49 I. Pētersone (EQ) 58:33 | (3:1, 1:2, 1:1) | 02:36 (EQ) K. Późniewska 22:34 (PP) A. Cygan 32:41 (EQ) K. Późniewska 49:47 (EQ) M. Bigos | Sędzia główny: Maria Fuchsel |
| Godzina: 20:00 | 22 min. kar |                 | 16 min. kar                                                                               | Sędzia główny: Maria Fuchsel |

| 14 kwietnia 2017 | Kazachstan | 2:1 | Włochy | Jantor, Katowice |

| Szczegóły      | Szczegóły                                     | Szczegóły       | Szczegóły             | Szczegóły                                 |
| -------------- | --------------------------------------------- | --------------- | --------------------- | ----------------------------------------- |
| Godzina: 13:00 | M. Aldabergenova (EQ) 14:55 A. Fux (PP) 32:38 | (1:0, 1:1, 0:0) | 25:35 (PP) F. Stocker | Widzów: 80 Sędzia główny: Ainslie Gardner |
| Godzina: 13:00 | 12 min. kar                                   |                 | 14 min. kar           | Widzów: 80 Sędzia główny: Ainslie Gardner |

| 14 kwietnia 2017 | Słowacja | 8:0 | Łotwa | Jantor, Katowice |

| Szczegóły      | Szczegóły | Szczegóły       | Szczegóły   | Szczegóły                                |
| -------------- | --- | --------------- | ----------- | ---------------------------------------- |
| Godzina: 16:30 | N. Čupková (EQ) 04:20 V. Ihnaťová (PP) 26:13 J. Kapustová (PP) 31:08 I. Frühauf (PP) 33:02 N. Čupková (EQ) 38:54 V. Ihnaťová (EQ) 43:33 L. Drábeková (PP) 54:18 V. Maskaľová (EQ) 55:42 | (1:0, 4:0, 3:0) |             | Widzów: 124 Sędzia główny: Maria Füchsel |
| Godzina: 16:30 | 12 min. kar |                 | 16 min. kar | Widzów: 124 Sędzia główny: Maria Füchsel |

| 14 kwietnia 2017 | Chiny | 6:0 | Polska | Jantor, Katowice |

| Szczegóły      | Szczegóły | Szczegóły       | Szczegóły  | Szczegóły                                  |
| -------------- | --- | --------------- | ---------- | ------------------------------------------ |
| Godzina: 20:00 | Kong M. (EQ) 15:14 Fang X. (EQ) 21:02 Tian N. (EQ) 23:56 Deng D. (EQ) 25:39 He X. (EQ) 39:49 Tian N. (PP) 49:44 | (1:0, 4:0, 1:0) |            | Widzów: 820 Sędzia główny: Meghan Mallette |
| Godzina: 20:00 | 0 min. kar |                 | 6 min. kar | Widzów: 820 Sędzia główny: Meghan Mallette |

Tabela
| Lp. | Zespół     | M | Pkt | Z | Zd | Pd | P | G+ | G- | +/- |
| --- | ---------- | - | --- | - | -- | -- | - | -- | -- | --- |
| 1   | Słowacja   | 5 | 12  | 4 | 0  | 0  | 1 | 22 | 9  | +13 |
| 2   | Kazachstan | 5 | 10  | 3 | 0  | 1  | 1 | 11 | 10 | +1  |
| 3   | Łotwa      | 5 | 9   | 3 | 0  | 0  | 2 | 13 | 17 | -4  |
| 4   | Chiny      | 5 | 8   | 2 | 1  | 0  | 2 | 13 | 6  | +7  |
| 5   | Włochy     | 5 | 4   | 1 | 0  | 1  | 3 | 8  | 12 | -4  |
| 6.  | Polska     | 5 | 2   | 0 | 1  | 0  | 4 | 11 | 24 | -13 |

      = awans do I dywizji grupy A       = utrzymanie w I dywizji grupy B       = spadek do II dywizji grupy A
Nagrody indywidualne
Dyrektoriat turnieju wybrał trójkę najlepszych zawodników, po jednym na każdej pozycji:
- Bramkarz:  Daria Dmitriewa
- Obrońca:  Iveta Klimášová
- Napastnik:  Līga Miljone

Szkoleniowcy reprezentacji wybierają najlepszych zawodników swoich zespołów:
- Nicol Čupková
- Araj Szegebajewa
- Kritiāna Apsīte
- Yu Baiwei
- Eleonora Dalpra
- Karolina Późniewska